# جبهه اسلامی کرد
جبهه اسلامی کرد یکی از گروه های عضو جبهه اسلامی (سوریه) به شمار می‌رود  که در مناطق کردنشین سوریه فعال است. این گروه با تشکیل کردستان مستقل مخالف است.